# Phrixotrichus
Genre
Synonymes
- Orthothrichus Karsch 1880 nec Peyron, 1856
- Ashantia Strand, 1908

Phrixotrichus est un genre d'araignées mygalomorphes de la famille des Theraphosidae.

## Distribution
Les espèces de ce genre se rencontrent au Chili et en Argentine.

## Liste des espèces
Selon World Spider Catalog (version 23.5, 09/08/2022) :
- Phrixotrichus jara Perafán & Pérez-Miles, 2014 ;
- Phrixotrichus pucara Ferretti, 2015 ;
- Phrixotrichus scrofa (Molina, 1782) ;
- Phrixotrichus vulpinus (Karsch, 1880).

## Systématique et taxinomie
Orthothrichus Karsch 1880, préoccupé par Orthothrichus Peyron, 1856, a été remplacé par Phrixotrichus par Simon en 1889.
Ashantia a été placé en synonymie par Perafán et Pérez-Miles en 2014.

## Publication originale
Simon, 1889 : « Études arachnologiques. 21e Mémoire. XXXe[Quoi ?]. Descriptions de quelques arachnides du Chili et remarques synonymiques sur quelques-unes des espèces décrites par Nicolet. » Annales de la Société entomologique de France, sér. 6, vol. 8, p. 217-222 (texte intégral).